# Río King
El río King (del inglés: King River) es un corto río de Australia que discurre por la zona sureste del país, un pequeño afluente del río Ovens en el estado de Victoria.
En cualquier caso, el río King que transcurre por los sho Australianas, de donde emana la totalidad de su agua.
El valle del río King es una zona con un clima idóneo para la vitivinicultura. Esto hace que la región sea una zona con cierto interés turístico, y que las bodegas que se enmarcan en ella sea de las más populares del país.
- Datos: Q1742080
- Multimedia: King River (Victoria) / Q1742080